# Lubow Koczetowa
Lubow Kuźminiczna Koczetowa (ros. Любовь Кузьминична Кочетова, ur. 12 lipca 1929 w Borysowie, zm. 4 listopada 2010 w Tule) – radziecka kolarka torowa i szosowa, dwukrotna medalistka mistrzostw świata.

## Kariera
Pierwszy sukces w karierze Lubow Koczetowa osiągnęła w 1958 roku, kiedy na torowych mistrzostwach świata w Paryżu zdobyła złoty medal w indywidualnym wyścigu na dochodzenie. Została tym samym pierwszą w historii mistrzynią świata, bowiem w tym roku kobiety po raz pierwszy rywalizowały na mistrzostwach świata. W tej samej konkurencji radziecka kolarka zdobyła brązowy medal podczas mistrzostw świata w Amsterdamie w 1959 roku, ulegając jedynie Brytyjce Beryl Burton i Elsy Jacobs z Luksemburga. Ponadto wielokrotnie zdobywała medale torowych mistrzostw ZSRR, w tym w latach 1954–1956 i 1958 zwyciężała w indywidualnym wyścigu na dochodzenie, w latach 1950–1952, 1954, 1960 i 1962 zwyciężała w drużynie, a w 1952 i 1955 roku była najlepsza w szosowym wyścigu ze startu wspólnego. Nigdy nie wystartowała na igrzyskach olimpijskich.